# Paul Rutherford (zanger)
Paul Rutherford (Liverpool, 8 december 1959) is een Britse popzanger. Hij werd halverwege de jaren 1980 bekend als achtergrondzanger en danser bij de band Frankie Goes to Hollywood.

## Biografie
Rutherford werd geboren in Liverpool en verhuisde later naar Cantril Farm (tegenwoordig Stockbridge Village). Hij verscheen in het punkcircuit van Merseyside in de jaren 1970 en verzamelde zijn eerste hits met The Spitfire Boys of Saint Helen. Hij werd vervolgens samen met Peter Gill, Jed O'Toole en Brian Nash gerekruteerd door Holly Johnson, vroeger zanger bij Big in Japan, voor zijn nieuwe band Frankie Goes to Hollywood. Johnson was de leadzanger, terwijl Paul optrad als begeleider en danser. Destijds ging het gerucht dat de twee, de enige homoseksuele leden van de band, een relatie hadden. Na de eerste optredens in de omgeving van Liverpool (en de wissel tussen Jed O'Toole en zijn broer Mark O’Toole) boekte de band succes met de single Relax, dankzij een mix van vaardigheid, commercie en ambiguïteit. Na de aanvankelijke censuur behaalde Frankie Goes to Hollywood groot succes en domineerde de Britse hitlijsten in 1984. Ze brachten drie singles naar de eerste plaats, wat alleen Gerry & the Pacemakers in 1964 was gelukt.
Twee jaar later, in 1986, besloot Holly Johnson zijn solocarrière voort te zetten en Frankie Goes to Hollywood ging uit elkaar. Rutherford begon ook een solocarrière, maar met minder succes dan Johnson. De single Get Real uit 1988 met acid house-elementen was zeer succesvol in de clubs en in 1989 volgde het album Oh World, waarvan nog twee singles werden uitgebracht. Alle drie de singles zijn geproduceerd door ABC Records. In 1990 werkte Rutherford samen met de band Pressure Zone, door in That Moon te zingen.
Nadat hij met zijn partner naar Waiheke-eiland, Nieuw-Zeeland was verhuisd, keerde hij in 2004 terug met Frankie Goes to Hollywood, waar hij ter gelegenheid van de 25e verjaardag van Trevor Horns professionele carrière (met Ryan Molloy in plaats van Holly Johnson en Jed O'Toole in plaats van Brian Nash) samen kwam voor een speciaal concert op Wembley. Met dezelfde bezetting ging de band in 2005 op tournee. Om een rechtszaak met Holly Johnson over de naam Frankie Goes to Hollywood te voorkomen, richtte Rutherford in 2007 Forbidden Hollywood op met Gill, J. O'Toole en Molloy. Datzelfde jaar, net voor een nieuwe tournee, verliet Molloy de band en werd Forbidden Hollywood ontbonden. Eind 2010 bracht Rutherford het album The Cowboy Years uit onder de naam Paul Rutherford/Butt Cowboys. In 2011 maakte Rutherford weer naam met een nieuwe editie van Oh World en een samenwerking aan het nieuwe album Combined van de Duitse zangeres Claudia Brücken.

## Discografie
- 1988: Get Real
- 1989: I Want Your Love
- 1989: Oh World
- 1989: That Moon EP / The Pressure Zone
- 2010: The Cowboy Years

- Bibliothèque nationale de France: cb14046955r (data)
- Gemeinsame Normdatei: 1012223647
- International Standard Name Identifier: 0000 0003 7190 8545
- MusicBrainz: dde53106-31e8-4814-96ca-663e41fb9bfe
- Virtual International Authority File: 262602342
- WorldCat: E39PBJvmQDPvDMb6DDmK8wH9jC